# Brabants boerenerf
Brabants boerenerf is een schilderij van de Nederlandse schilder Piet Mondriaan in het Allen Memorial Art Museum in Oberlin in de Amerikaanse staat Ohio.

## Voorstelling
Het stelt een boerderij voor met rechts een schuur. Voor de deuropening staan drie koeien met de boer zelf. Mondriaan verbleef van januari 1904 tot februari 1905 in de provincie Noord-Brabant. Hier schilderde hij veel boerderijen, molens, koestudies en landschappen, zoals Molen te Heeswijk. Mondriaan wilde, in de geest van het impressionisme, de wereld laten zien zoals deze zich aan hem voordeed, zonder een verhaal te vertellen.

## Technische gegevens
Het werk is geschilderd op canvasboard. Dit canvasboard werd begin 20e eeuw bevestigd op doek. In 1984 werd het werk uitgebreid technisch onderzocht. Uit dit onderzoek bleek dat de grondering bestaat uit een mengsel van loodwit en gresso en dat het werk geen ondertekening bevat. Het werk werd toen ook gerestaureerd.

## Herkomst
Het werk was vanaf 1919 in het bezit van Simon Maris (1873-1935) en zijn vrouw Cornelis Maris-den Breejen (1887-1985) en vanaf 1959 van J. Winterink in Amsterdam. Vanaf 1960/1961 bevond het zich in Gallery "Monet" eveneens in Amsterdam. In 1967 werd het gekocht door het Allen Memorial Art Museum van kunsthandel Sidney Janis Gallery in New York.